# Cementiri de Vilaür
El Cementiri de Vilaür és una cementiri del municipi de Vilaür (Alt Empordà) inclosa en l'Inventari del Patrimoni Arquitectònic de Catalunya. Està situat al nord del nucli urbà de la població de Vilaür, al costat de l'antiga carretera GIV-6226, actualment remodelada, agafant un trencall a mà esquerra en sortir de la població.

## Descripció
És un recinte de planta més o menys rectangular, amb una zona enjardinada al mig. Al seu voltant hi ha un carrer pavimentat, que dona accés als dos cossos allargats on hi ha els nínxols, adossats als murs de tanca. Els nínxols genuïns estan situats a la banda ponent. Presenten un coronament a manera d'arc conopial rematat amb una creu. Estan numerats i emblanquinats. Tot el conjunt està envoltat d'una tanca perimetral emblanquinada, amb un gran portal d'accés rectangular rematat amb un frontó motllurat i els brancals decorats a manera de pilastres. Al mig del frontó hi ha la data d'inauguració del recinte, 1928, i està coronat amb una creu de ferro decorada.
A tocar del recinte, a la part de llevant hi ha una petita construcció de planta rectangular, coberta amb una volta rebaixada bastida amb maons disposats a pla. Presenta una gran porta rectangular i una finestra circular al damunt. Està arrebossada i pintada de blanc.